# Sowerbyella
Sowerbyella es un género de hongos en la familia Pyronemataceae. El género tiene una distribución generalizada, se encuentran principalmente en Europa y China.
Actualmente se reconocen 14 taxones en el género Sowerbyella (11 especies y 3 variedades), aunque en total se han referido 20 taxones. La clasificación de varios de ellos aún necesita revisión (muchos no han sido examinados directamente).

## Especies
- Sowerbyella angustispora
- Sowerbyella bauerana
- Sowerbyella brevispora
- Sowerbyella crassisculpturata
- Sowerbyella densireticulata
- Sowerbyella fagicola
- Sowerbyella imperialis
- Sowerbyella laevispora
- Sowerbyella parvispora
- Sowerbyella phlyctispora
- Sowerbyella polaripustulata
- Sowerbyella radiculata
- Sowerbyella requisii
- Sowerbyella rhenana
- Sowerbyella unicisa
- Sowerbyella unicolor